# Каменка (Читинський район)
Ка́менка (рос. Каменка) — селище у складі Читинського району Забайкальського краю, Росія. Входить до складу Атамановського міського поселення.

## Населення
Населення — 93 особи (2010; 127 у 2002).
Національний склад (станом на 2002 рік):
- росіяни — 90 %